# Titanebo redneri
Espèce
Synonymes
- Ebo redneri Cokendolpher, 1978

Titanebo redneri est une espèce d'araignées aranéomorphes de la famille des Philodromidae.

## Distribution
Cette espèce est endémique du Texas aux États-Unis,. Elle se rencontre dans les comtés de Wichita et d'Archer.

## Description
Les mâles mesurent de 3,58 à 4,10 mm et les femelles de 4,01 à 5,13 mm.

## Étymologie
Cette espèce est nommée en l'honneur de James H. Redner.

## Publication originale
- Cokendolpher, 1978 : A new species of Ebo from north-central Texas (Araneae, Philodromidae). The Journal of Arachnology, vol. 6, no 3, p. 227-228 (texte intégral).